# Liste slowakischer Schachspieler
Die Liste slowakischer Schachspieler enthält Schachspieler, die seit der Unabhängigkeit der Slowakei 1993 für den slowakischen Schachverband spielberechtigt sind oder waren und mindestens eine der folgenden Bedingungen erfüllen:
- Träger einer der folgenden FIDE-Titel: Großmeister, Ehren-Großmeister, Internationaler Meister, Großmeisterin der Frauen, Ehren-Großmeisterin der Frauen, Internationale Meisterin der Frauen;
- Träger einer der folgenden ICCF-Titel: Großmeister, Verdienter Internationaler Meister, Internationaler Meister, Großmeisterin der Frauen, Internationale Meisterin der Frauen;
- Gewinn einer nationalen Einzelmeisterschaft.

## B
- Tomáš Balogh (* 1978), Internationaler Meister, Slowakischer Einzelmeister
- Ján Báňas (1947–2024), Internationaler Meister, Slowakischer Einzelmeister
- Zuzana Borošová (* 1988), Großmeisterin (WGM)

## C
- Ján Csjernyik (* 1933), Verdienter Internationaler Meister im Fernschach
- Dominik Csiba (* 1992), Internationaler Meister

## D
- Juraj Druska (* 1994), Internationaler Meister

## F
- Jozef Franzen (* 1946), Internationaler Meister, Fernschachgroßmeister
- Ľubomír Ftáčnik (* 1957), Großmeister

## G
- Igor Gažík (* 1960), Internationaler Meister
- Viktor Gažík (* 2001), Großmeister

## H
- Eduard Hagara (* 1979), Internationaler Meister, Slowakischer Einzelmeister
- Zuzana Hagarová (* 1977), Internationale Meisterin (IM), Großmeisterin (WGM)
- Matej Hrabuša (* 1990), Internationaler Meister
- Flórián Hujbert (* 1990), Internationaler Meister[1]

## J
- Marián Jurčík (* 1987), Großmeister, Slowakischer Einzelmeister
- Martin Jurčík (* 1989), Internationaler Meister

## K
- Jarmila Kačincová (* 1976), Slowakische Einzelmeisterin
- Marián Kantorík (* 1966), Internationaler Meister
- Michal Konopka (* 1966), Internationaler Meister[2]
- Ladislav Kotán (1961–2008), Internationaler Meister
- Július Kozma (1929–2009), Internationaler Meister
- Tomas Krnan (* 1988), Internationaler Meister[3]

## L
- Alois Lanč (1948–2024), Internationaler Meister, Fernschachgroßmeister
- Tomáš Likavský (* 1971), Großmeister
- Juraj Lipka (* 1975), Internationaler Meister

## M
- Štefan Mačák (* 1985), Internationaler Meister
- Mária Machalová (* 1984), Slowakische Einzelmeisterin
- Milan Manduch (1951–2023), Verdienter Internationaler Fernschachmeister
- Mikuláš Maník (* 1975), Großmeister, Slowakischer Einzelmeister
- Peter Marczell (* 1940 oder 1941; † 2014), Fernschachgroßmeister
- Ján Markoš (* 1985), Großmeister, Slowakischer Einzelmeister
- Miroslav Maslík (* 1979), Internationaler Meister
- Veronika Maslíková (* 1986), Internationale Meisterin (WIM)
- Štefan Mazúr (* 1992), Internationaler Meister
- Michal Mészáros (* 1987), Internationaler Meister
- Peter Michalík (* 1990), Großmeister[4]
- Karel Mokrý (* 1959), Großmeister, tschechischer Meister[5]
- Júlia Movsesjan (* 1981), Großmeisterin (WGM)[6]
- Sergej Movsesjan (* 1978), Großmeister, Slowakischer Einzelmeister[7]
- Martin Mrva (* 1971), Großmeister
- Alena Mrvová (* 1978), Internationale Meisterin (WIM)

## N
- Martin Nayhebaver (* 1999), Internationaler Meister

## P
- Milan Pacher (* 1990), Großmeister
- Pavol Pčola (* 1976), Internationaler Meister
- Jerguš Pecháč (* 2001), Großmeister
- Peter Petrán (* 1954), Internationaler Meister
- Tomáš Petrík (* 1980), Großmeister, Slowakischer Einzelmeister
- Támas Petényi (* 1993), Internationaler Meister
- Erik Pinter (* 1982), Internationaler Meister
- Ján Plachetka (* 1945), Großmeister, Slowakischer Einzelmeister
- Dušan Poljak, Internationaler Fernschachmeister
- Vítězslav Priehoda (* 1960), Internationaler Meister, Slowakischer Einzelmeister[8]

## R
- Milan Ráchela (* 1982), Internationaler Meister
- Christopher Repka (* 1998), Großmeister
- Eva Repková (* 1975), Internationale Meisterin (IM), Großmeisterin (WGM), Slowakische Einzelmeisterin[9]
- Zsolt Rigó (* 1981), Internationaler Meister

## S
- Samir Sahidi (* 2003), Internationaler Meister
- Ladislav Salai (* 1961), Internationaler Meister, Slowakischer Einzelmeister
- Igor Štohl (* 1964), Großmeister
- Svatopluk Svoboda (* 1984), Internationaler Meister, tschechischer Meister[10]

## T
- Regina Theissl-Pokorná (* 1982), Großmeisterin (WGM)[11]
- Róbert Tibenský (1960–2015), Internationaler Meister, Slowakischer Einzelmeister
- Gennadij Timoščenko (* 1949), Großmeister[12]

## U
- Maximilián Ujtelky (1915–1979), Internationaler Meister

## V
- Peter Vavrák (* 1982), Internationaler Meister, Slowakischer Einzelmeister
- Pavol Veselý (* 1948), Fernschachgroßmeister